# Avanguardia Femminista
Avanguardia femminista. L'arte degli anni '70 della Sammlung Verbund è il nome di un ciclo internazionale di mostre itineranti e il titolo di una pubblicazione della critica d'arte austriaca Gabriele Schor sull'arte femminista della seconda metà del XX secolo.

## Il concetto di "avanguardia femminista"
Nella storia dell'arte tradizionale, il movimento di arte femminista della seconda metà del XX secolo non è stato compreso fra le correnti di avanguardia del dopoguerra, come la pop art, Fluxus o l'azionismo viennese. Secondo Gabriele Schor, l'unico a riconoscerne quel carattere sarebbe stato il critico d'arte Lawrence Alloway che nel 1976 scrisse nel suo articolo Womens' Art in the '70s: «Il movimento femminista nell'arte può essere definito avanguardia, perché le sue protagoniste sono legate fra loro da una motivazione di cambiamento dell’ordine sociale esistente nel mondo dell'arte».
Anche negli anni novanta del Novecento accadeva che l'arte femminista degli anni '70 venisse derisa, caratterizzata come "denuncia da casalinghe". Le venne concesso un posto nella storia dell'arte soltanto molto tardi.
Nel 2007 venne realizzata la prima mostra, WACK! Art and the Feminist Revolution, che documentava in dettaglio il rapporto fra arte e femminismo. Si svolse , al Museum of Contemporary Art di Los Angeles con la partecipazione di 120 artisti internazionali.
Un critico del New York Times così la commentòː «Curatori e critici si sono resi conto che il femminismo ha rappresentato la fonte degli impulsi più decisivi nell'arte tra la fine del XX e l'inizio del XXI secolo. Praticamente non ci sono nuove opere che non ne siano state influenzate».
Sebbene i meriti storici dell'arte femminista come antesignana nel mondo artistico siano fuori questione, importanti enciclopedie di lingua tedesca, come quelle della casa editrice Metzler, non ne fanno menzione.
Scegliendo il termine "avanguardia femminista", che ha dato il nome alla mostra, Gabriele Schor ha voluto sottolineare il ruolo pionieristico svolto dalle artiste femministe degli anni '70 per ampliare il canone di "avanguardia", ritenuto intriso di connotazioni maschili, e per darle un posto nella storia dell'arte.

## Caratteristiche dell'arte femminista degli anni '70
I temi centrali delle artiste femministe in Europa e nelle Americhe erano: denuncia della famiglia, della condizione sociale e politica vissuta dalle donne; autorappresentazione delle donne; desiderio di liberare il corpo femminile da ogni idealizzazione estetica; estensione della dimensione dal privato al pubblico. Le artiste femministe possono essere viste come le pioniere dell'espressione artistica e della riflessione visiva su questi temi. L'arte femminista degli anni '70 ha decostruito versioni dell'immagine femminile risalenti a secoli, se non a millenni, quasi esclusivamente formulate da uomini, con il fine di creare nuove rappresentazioni delle donne nelle arti visive. Le artiste femministe hanno agito secondo il motto del movimento femminista: ciò che è considerato personale e privato è pubblico e ha rilevanza politica.
Le artiste femministe hanno utilizzato principalmente nuovi media come fotografia, film e video, oltre a installazioni artistiche, azioni e performance. Rispetto alla pittura e alla scultura, questi nuovi media a loro sono sembrati meno influenzati dalla storia dell'arte dominata dagli uomini. In un'epoca in cui la fotografia - e soprattutto il video - non erano ancora ampiamente riconosciute come forme d'arte, questi media hanno permesso alle artiste di esprimersi indipendentemente dalla tradizione artistica. Attraverso i nuovi media è stato possibile proiettare nelle opere artistiche temi sociali attuali, come la politica del corpo e i ruoli di genere, in maniera più rapida e aderente all'attualità.

## Ciclo di mostre
Nelle mostre sono state esposte oltre 600 opere di artiste dell'Europa occidentale, dell'Europa dell'est, del Nord America, dell'America Latina, dell'Africa e dell'Asia, nate tra il 1915 e il 1958. La raccolta delle opere si è basata sul lavoro di ricerca condotto da Gabriele Schor nel 2004 per la Sammlung Verbund di Vienna. Oltre alle opere e alle fotografie di artiste famose, la serie di mostre ha incluso anche opere di artiste note e meno note, dimenticate da decenni.
La mostra è stata esposta per la prima volta nel 2010 nella Galleria Nazionale d'Arte Moderna di Roma. Si è poi trasferita a Madrid, Bruxelles, Halmstad (Svezia), Amburgo, Londra, Vienna, Karlsruhe, Stavanger (Norvegia), Brno e Barcellona.
Molte delle opere esposte miravano a disfarsi dei ruoli assegnati alle donne, per superarli. Le artiste femministe vedevano i ruoli tradizionali come casalinga, moglie e madre come restrittivi, in grado di rendere le donne simili a oggetti o addirittura vittime di relazioni sociali patriarcali. Volevano acquisire maggiore autodeterminazione attraverso la loro arte e le loro azioni progettando la nuova immagine delle donne stesse e vivendo e ripensando la loro sessualità più liberamente. Nella loro arte, le artiste partecipanti hanno utilizzato le azioni quotidiane correlate al lavoro domestico, alla vita familiare, alla maternità e al "farsi belle (per gli uomini)" per prenderne le distanze e liberarsene, per crescere ulteriormente, per reinterpretare le attività e giocarci. Alcune artiste hanno trovato immagini drastiche della loro ribellione contro la riduzione del ruolo delle donne a casalinghe e madri: Birgit Jürgenssen ha indossato un grembiule da cucina a forma di forno nel 1975; Renate Eisenegger stirò un corridoio; Karin Mack si stese su un'asse da stiro; Annegret Soltau si intrecciava con fili, altre artiste con le corde. Che si tratti di mollette o nastro adesivo, alcune artiste hanno praticato il bondage con oggetti di uso quotidiano fino al punto di provare dolore..
L’arte femminista degli anni ‘70 ha affrontato per la prima volta la questione dell’erotismo femminile dal punto di vista delle donne: spesso lontano dal concetto standardizzato di bellezza, o contrastandolo consapevolmente. Alcune artiste (tra cui Penny Slinger, Renate Bertlmann, Valie Export) hanno trovato allestimenti originali, in parte umoristici, divertenti, in parte (auto) aggressivi per il loro corpo e la loro vulva. “Dinner Party” di Judy Chicago mostrava un tavolo pieno di rappresentazioni della vulva sotto forma di rilievi in ceramica dipinta o dipinte su piatti. Nel 1972, come forma di ribellione contro la coercizione a essere bella, Ana Mendieta premette il viso contro un vetro per sfigurarlo. Qualche anno dopo, Katalin Ladik fece lo stesso in Jugoslavia (senza conoscere il lavoro di Ana Mendieta). Altre artiste si sono rapportate a statue e dipinti allegorici. Queste figure femminili create dagli uomini per secoli o erano allegorie meravigliose ad esempio di “Giustizia” o “Saggezza”, o rappresentavano sante o dee. Nelle sue esibizioni video, Ulrike Rosenbach interagiva per mezzo di transizioni con dipinti come La nascita di Venere, di Botticelli. In “Glauben Sie nicht, dass ich eine Amazone bin” (Non penserete che sia una amazzone), Rosenbach lanciava frecce su una riproduzione della Madonna del roseto di Stefan Lochner, e quindi su sé stessa, perché il suo viso era proiettato su quello della Madonna. Quindi l’immagine della pura e asessuata Maria si mescolò a quella di un’amazzone, con la quale l’artista intendeva decostruire i luoghi comuni di entrambe le immagini delle donne. Sul gioco di ruolo con stereotipi femminili tradizionali ha lavorato in particolare la fotografa Cindy Sherman.
Inoltre, le artiste femministe degli anni '70 per la prima volta hanno messo nelle loro opere un'idea centrale del post-strutturalismo francese: hanno messo in discussione il tipico soggetto occidentale, che immaginava una persona (specialmente un uomo bianco ed eterosessuale) come essere cosciente unico con una chiara identità. . Le opere e le azioni femministe non solo hanno criticato l'immagine delle donne definita dagli uomini, ma hanno anche visto la soggettività umana in un modo generalmente più permeabile e mutevole. Hanno caratterizzato l'arte femminista degli anni '70 fenomeni come l'esposizione e l'appropriazione ironica in pose "maschili", simili a quelle di un macho, con i loro corpi femminili, parzialmente esposti. In tal modo, hanno superato le idee che dividevano in compartimenti stagni gli individui e la società..

## Temi
La mostra è divisa in cinque temi: 
- Moglie, casalinga e madre
- Reclusione – Esplosione
- Vincoli fisici e di bellezza
- La sessualità femminile
- Giochi di ruolo

## Stazioni
- DONNA. Avanguardia femminista negli anni '70, Galleria Nazionale d’Arte Moderna, Roma, Italia, 19 febbraio– 16 maggio 2010 [14]
- MUJER. La vanguardia feminista de los anos 70, PHotoEspana, Círculo de Bellas Artes, Madrid, Spagna, 3 giugno –  1 settembre 2013 [15]
- WOMAN. The Feminist Avant-garde from the 1970s. Works from the SAMMLUNG VERBUND collection, Vienna. Palais des Beaux-Arts de Bruxelles, Belgio, 18 giugno – 31 agosto 2014 [16]
- Woman - Internationellt feministiskt avantgarde från 1970-talet Works. Foto & video från SAMMLUNG VERBUND. Mjellby konstmuseum – Halmstadgruppens museum, Halmstad, Svezia, 20 settembre 2014 – 11 gennaio 2015 [17]
- Feministische Avantgarde der 1970er-Jahre. Werke aus der SAMMLUNG VERBUND, Wien. Hamburger Kunsthalle, Amburgo, Germania, 13 marzo – 31 maggio 2015 [18]
- Feminist Avant-Garde of the 1970s. Works from the SAMMLUNG VERBUND Collection, Vienna, The Photographers’ Gallery, Londra, UK, 6 ottobre 2016 – 8 gennaio 2017 [19]
- WOMAN. Feministische Avantgarde der 1970er-Jahre. Werke aus der SAMMLUNG VERBUND, Wien, Museum Moderner Kunst Stiftung Ludwig Wien, Austria, 4 maggio – 10 settembre 2017[20][21][22]
- Feministische Avantgarde der 1970er Jahre aus der Sammlung Verbund, Wien, ZKM Zentrum für Kunst und Medien, Karlsruhe, Germania, 18 novembre 2017 – 1 aprile 2018 [23][24][25]
- WOMAN. The Feminist Avant-Garde of the 1970s. Works from the SAMMLUNG VERBUND collection, Vienna, MUST Stavanger Art Museum, Stavanger, Norvegia, 15 giugno – 14 ottobre 2018 [26][27]
- Feminist Avant-garde / Art of the 1970s, SAMMLUNG VERBUND Collection, Vienna, Dům umění města Brna (Casa delle Arti della città di Brno), Repubblica Ceca, 12 dicembre 2018 – 24 febbraio 2019 [28]
- FEMINISMS! CCCB – Centre de Cultura Contemporània de Barcelona, Spagna, 19 luglio – 6 gennaio 2020..[29][30]

## 80 artiste coinvolte
- Helena Almeida (* 1934–2018)
- Emma Amos (* 1973)
- Sonia Andrade (* 1935)
- Eleanor Antin (* 1935)
- Anneke Barger (* 1939)
- Lynda Benglis (* 1941)
- Judith Bernstein (* 1942)
- Renate Bertlmann (* 1943)
- Tomaso Binga (* 1931)
- Dara Birnbaum (* 1946)
- Teresa Burga (* 1935)
- Marcella Campagnano (* 1941)
- Elizabeth Catlett (1915–2012)
- Judy Chicago (* 1939)
- Linda Christanell (* 1939)
- Veronika Dreier (* 1954)
- Orshi Drozdik (* 1946)
- Lili Dujourie (* 1941)
- Mary Beth Edelson (* 1933)
- Renate Eisenegger (* 1949)
- Rose English (* 1950)
- VALIE EXPORT (* 1940)
- Gerda Fassel (* 1941)
- Esther Ferrer (* 1937)
- Marisa Gonzalez (* 1945)
- Eulàlia Grau (* 1946)
- Barbara Hammer (1939–2019)
- Margaret Harrison (* 1940)
- Lynn Hershman Leeson (* 1941)
- Alexis Hunter (1948–2014)
- Mako Idemitsu (* 1940)
- Sanja Iveković (* 1949)
- Birgit Jürgenssen (1949–2003)
- Kirsten Justesen (* 1943)
- Auguste Kronheim (* 1937)
- Ketty La Rocca (1938–1976)
- Leslie Labowitz (* 1946)
- Suzanne Lacy (* 1945)
- Katalin Ladik (* 1942)
- Suzy Lake (* 1947)
- Brigitte Lang (* 1953)
- Natalia LL (* 1937)
- Lea Lublin (1929–1999)
- Karin Mack (* 1940)
- Dindga McCannon (* 1947)
- Ana Mendieta (1948–1985)
- Anita Münz (* 1957)
- Rita Myers (* 1947)
- Senga Nengudi (* 1943)
- Lorraine O’Grady (* 1934)
- ORLAN (* 1944)
- Florentina Pakosta (* 1933)
- Gina Pane (1939–1990)
- Letítia Parente (1930–1991)
- Ewa Partum (* 1945)
- Friederike Pezold (* 1945)
- Margot Pilz (* 1936)
- Howardena Pindell (* 1943)
- Ingeborg G. Pluhar (* 1944)
- Lotte Profohs (1934–2012)
- Angels Ribé (* 1943)
- Ulrike Rosenbach (* 1943)
- Martha Rosler (* 1943)
- Brigitte Aloise Roth (1951–2018)
- Suzanne Santoro (* 1946)
- Carolee Schneemann (1939–2019)
- Lydia Schouten (* 1955)
- Elaine Shemilt (* 1954)
- Cindy Sherman (* 1954)
- Penny Slinger (* 1947)
- Annegret Soltau (* 1946)
- Anita Steckel (1930–2012)
- Gabriele Stötzer (* 1953)
- Betty Tompkins (* 1945)
- Regina Vater (* 1943)
- Marianne Wex (* 1937)
- Hannah Wilke (1940–1993)
- Martha Wilson (* 1947)
- Francesca Woodman (1958–1981)
- Nil Yalter (* 1938)

## Pubblicazioni
- Gabriele Schor (Hrsg.) Avantguardia Feminista Negli Anni '70, dalla Sammlung Verbund di Vienna. Electa, Roma 2010, ISBN 978-88-370-7414-2
- Gabriele Schor (Hrsg.): Feministische Avantgarde. Kunst der 1970er-Jahre. Werke aus der Sammlung Verbund, Wien. (Accompagna la mostra.) Edizione estesa. Prestel, München 2016, ISBN 978-3-7913-5627-3. Il libro, pubblicato in tedesco e inglese, include testi e illustrazioni di tutte le artiste in mostra, oltre a quattro articoli sull'arte di Gabriele Schor, Mechtild Widrich, Merle Radtke e Brigitte Borchhardt-Birbaumer.
- Un'edizione estesa del libro sarà pubblicata in inglese nell'estate 2020: Feminist Avant-Garde. Art of the 1970s in the VERBUND COLLECTION, Vienna, con legatura, 672 pagine, 23 × 28 cm, 200 immagini colorate, 500 illustrazioni in b/n. ISBN 978-3-7913-5971-7[30]

## Premi e riconoscimenti
- Vienna Art Award 2013[31]
- ACCA Award (L’Associació Catalana de Crítics d’Art Award), Barcellona 2019[32]